# 云生花属
云生花属（学名：Berlinianche）是风生花科下的一属，有2种，产非洲东部。本属植物不进行光合作用，是一类全寄生植物，寄生于云实亚科植物的体内，花开在寄主的茎干表面。